# نهر كوت (مينوبار)
نهر كوت (بالفارسية: نهرکوت) هي قرية تقع في إيران في قسم مينوبار الريفي. يقدر عدد سكانها بـ 189 نسمة .